# Simulium shanxiense
Simulium shanxiense es una especie de insecto del género Simulium, familia Simuliidae, orden Diptera.
Fue descrita científicamente por Cai, An, Li & Yan, 2004.